# Rex Ryan
Pour les articles homonymes, voir Ryan.
Rex Ryan, né le 13 décembre 1962 à Ardmore (Oklahoma), est un entraîneur de football américain travaillant actuellement pour les Bills de Buffalo dans la National Football League (NFL).
Il est le fils de l'ancien entraîneur des Eagles de Philadelphie et Cardinals de l'Arizona, Buddy Ryan, et le frère jumeau de l'ancien coordinateur défensif des Saints de la Nouvelle-Orléans, Rob Ryan (embauché en janvier 2016 dans le staff des bills en tant qu'assistant de l'entraîneur chef).